# 范宗傑
范宗傑（?—?），河南（今河南洛陽）人。北宋兵部員外郎、史館直學士及陝西轉運使。先於其父振武軍節度使范雍過身。其子范子奇曆任北宋鄭州知州、慶州知州及環慶路安撫使。
宋仁宗趙禎慶曆二年（即公元1042年）正月，原為度支判官之范宗傑被委派作解鹽制置使，負責實行三司使姚仲孫對鹽鈔法之建議，並在上任後按實際情況對鹽鈔法制定措施，以防止不法商人導致鹽價暴跌之情況。
慶曆三年九月，涇州知州滕宗諒因被陝西四路馬步軍都部署、經略安撫招討使鄭戩告發其濫用錢財，更被監察御史梁堅彈劾，而滕宗諒之好友范仲淹上疏希望委任范宗傑審訊此事，如證實滕宗諒有欺騙隱瞞，范仲淹甘願與滕宗諒一同被降職或免去官位。